# David Roberts (peintre)
Pour les articles homonymes, voir David Roberts et Roberts.
David Roberts, né le 24 octobre 1796 à Stockbridge dans la banlieue d'Édimbourg et mort le 25 novembre 1864 à Londres, est un peintre écossais connu pour ses aquarelles représentant la vie au Moyen-Orient avec les scènes de village et les monuments. L'ensemble de ses 248 lithographies sont regroupées en six volumes, dont les trois premiers décrivent l'Égypte et la Nubie.

## Biographie
Il est né le 24 octobre 1796 à Stockbridge, dans la banlieue d’Édimbourg. Son père était cordonnier, et arrêtant ses études à quatorze ans, il entre comme apprenti dans une entreprise de peinture en bâtiment à Édimbourg. Il avait montré des dispositions pour le dessin et cette entreprise restaurait des habitations, un château et un monastère. La mode des faux lambris, et des faux marbres lui donnent l’occasion d’apprendre de nombreuses techniques. Une part de décoration entrait dans cet apprentissage. Le soir, deux fois par semaine, il va suivre des cours de dessin, à l’Académie des Beaux-Arts d'Édimbourg.
Lors d’une visite des coulisses du théâtre royal d’Édimbourg, il aperçoit les décors d’une pièce qui représente Bagdad et ses minarets. Il est fasciné et décide de devenir décorateur de théâtre. En 1816, il a vingt ans et il est engagé par une troupe théâtrale itinérante. Il fait ses premiers décors. Deux ans plus tard, il obtient des commandes de décors pour le Théâtre national d’Édimbourg. 
En 1822, il rejoint Londres et travaille avec son ami Clarkson Frederick Stanfield au théâtre de Drury Lane. Il expose ses oeuvres et est reçu deux ans plus tard à la Royal Academy  .

### Rencontre avec Turner, voyages en France et en Espagne
Il fait la connaissance de William Turner qui lui conseille de voyager : « c’est à l’étranger qu’on apprend la peinture ». Son travail commence à être connu et apprécié. La peinture l’attire et il commence ses voyages. 
En 1824, il rencontre Charles Dickens qui le prend en sympathie et l’introduit dans le monde. À l'automne 1824, il voyage en France où il visite Dieppe, Rouen et Le Havre. Vers 1827, il peint l'Intérieur de la cathédrale d'Amiens. 
En 1832-1833 c'est un des premiers anglais à visiter l’Espagne mauresque et Tanger qui l’émerveillent. À son retour, il fait exécuter par Louis Haghe des lithographies d’après ses croquis et aquarelles qui auront beaucoup de succès en Angleterre. Les 1 200 exemplaires de Picturesque sketches in Spain sont vendus en deux mois. En 1833, une commande lui est passée par Granville Leveson Gower, 1er duc de Sutherland pour une huile de la Vue de la Ronda.
Il prépare alors son grand voyage en Terre Sainte et en Égypte.

### Voyage en Égypte

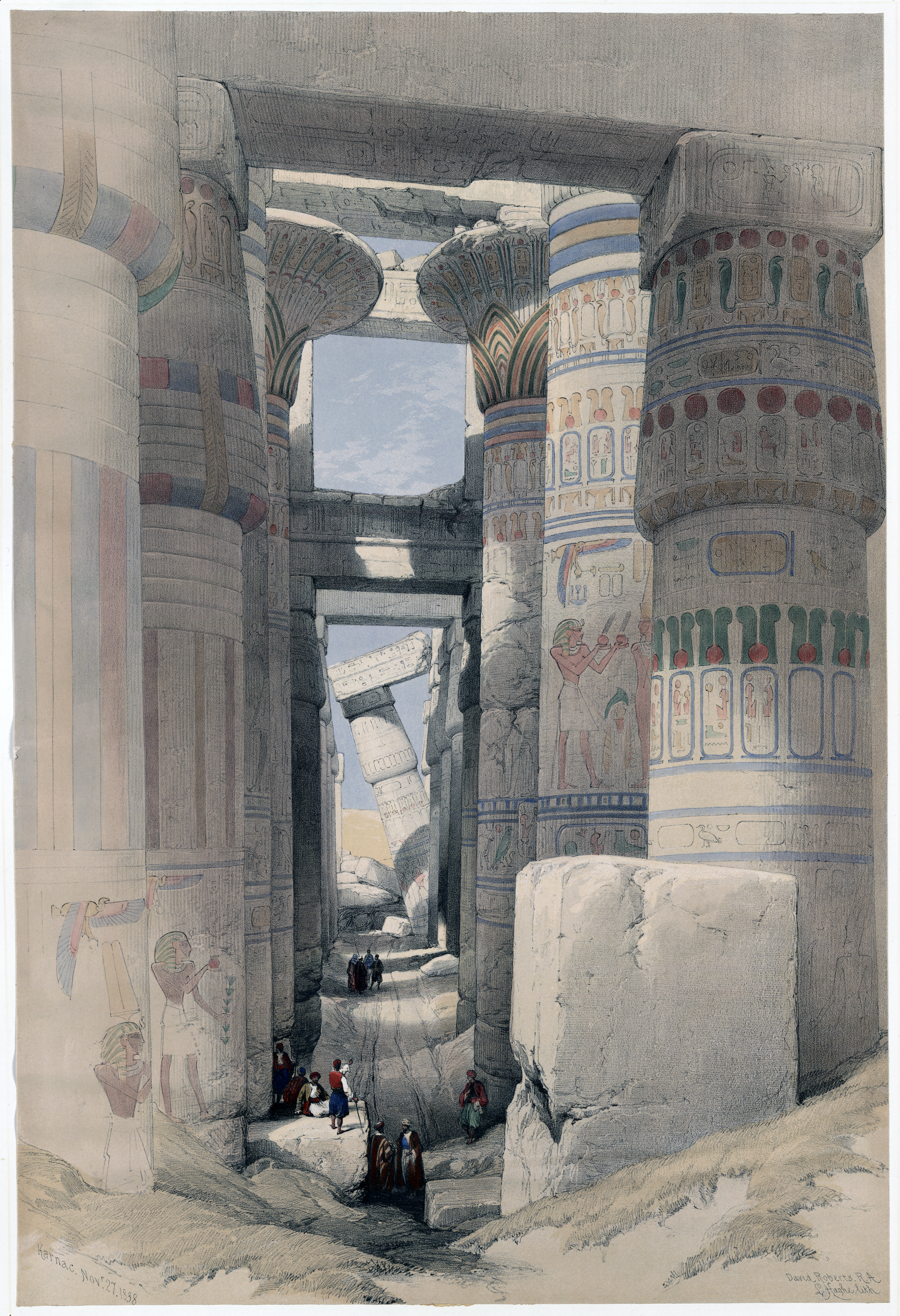
Temple d'Amon à Karnak, dans une lithographie de 1838 par David Roberts et Louis Hahge

Il quitte Londres en août 1838, traverse la France, embarque à Marseille et parvient à Alexandrie, après une escale à Malte le 24 septembre. Il se rend immédiatement au Caire et il loue un bateau avec douze hommes d’équipage pour remonter le Nil. Il parvient à l’extrême Sud de son voyage, à Abou Simbel, en Nubie le 8 novembre. À l’aller comme au retour, il fait une grande quantité de dessins et d’aquarelles des grands sites égyptiens. La grande surprise vient de la taille gigantesque des monuments. Il ne manque pas de dessiner des personnages devant pour montrer l'échelle. Il note dans son journal « Nous sommes un peuple de nains visitant une nation de géants ».
Certains temples sont encore ensablés quand il les dessine. L’ensablement était une méthode de construction. N’ayant pas de moyens de levage, on construisait des rampes de sable, pour monter les pierres sur des rondins, jusqu’à les poser sur les pierres précédentes. À la fin de la construction, on désensablait le temple et il apparaissait alors dans sa taille impressionnante. Le temple d’Edfou est un exemple de cet ensablement. Les vents de sable, depuis l’Antiquité ont aussi une part de responsabilité dans cet ensablement, l’extérieur du temple d’Abou Simbel en est un autre exemple.

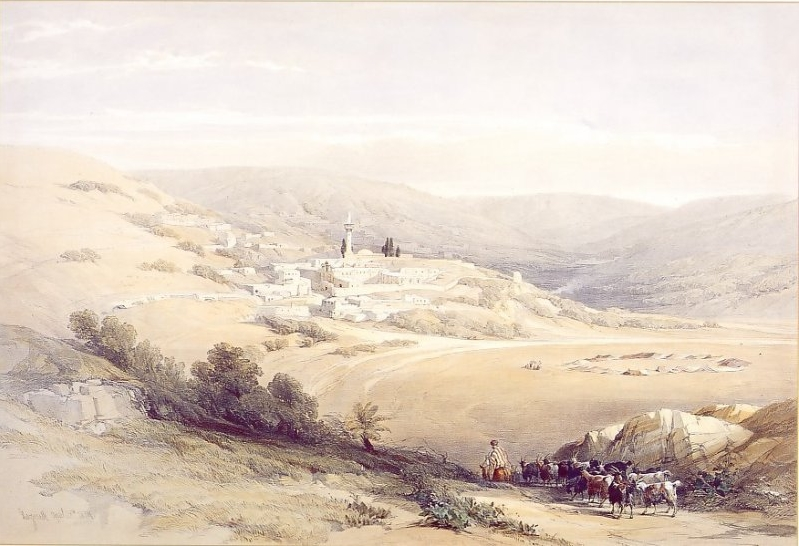
Nazareth en 1842

Il revient au Caire le 21 décembre avec plus de cent dessins et aquarelles, et séjourne là jusqu’à son départ en Terre Sainte. Introduit dans le milieu arabe, il fait de nombreux croquis et aquarelles au Caire, y compris dans les mosquées.
Il écrit : « je suis le premier artiste, du moins anglais, à être venu ici. Les travaux des Français ne donnent pas l’impression de ces vestiges admirables comme je le sais maintenant ».
Avec deux compagnons anglais, il part pour la Terre Sainte le 7 février 1839. Ils sont accompagnés de cinq serviteurs armés. Ils portent tous un costume local et sont portés par des chameaux. Ils vont jusqu’à Baalbek, mais il tombe malade et décide le 8 mai de repartir pour Beyrouth, puis de gagner Alexandrie et revenir en Angleterre.
Il arrive à Londres, après deux escales, à Malte et Gibraltar, le 21 juillet 1839. Il montre ses œuvres originales, en obtient un grand succès et il est élu membre de la Royal Academy (RA) le 10 février 1841.

## Œuvre
Il se met ensuite au travail avec Louis Haghe pour son grand œuvre, un recueil de 247 lithographies, gravées par son ami Louis Hague, d’après ses croquis et aquarelles. Louis Hague est le fils d’un architecte et il a appris la gravure. Mais l’influence de son père est notable, les lithographies doivent beaucoup aux rendus des dessins d’architecture. Le trait a beaucoup d’importance et les œuvres ressemblent à des gravures aquarellées.
Les lithographies sont d’une taille raisonnable 13,7 (35 cm) × 16,7 (42,5 cm), sont publiées en six volumes entre 1842 et 1849 par F.G. Moon à Londres. Le titre général de ses recueils est : The Holy land, Syria, Idumea, Arabia, Egypt and Nubia, que l’on peut traduire par : La Terre Sainte, Syrie, Pétra, Arabie, Égypte et Nubie. S’il met la terre Sainte en premier, c’est qu’il pensait que c’était là le but de son voyage, mais ce sont les gravures d’Égypte qui lui assurent la postérité.
Il continue à peindre et à voyager. En 1851 et 1853, il visite l'Italie. Un tableau le Palais ducal à Venise lui est acheté par Lord Londesborough. D'autres, L'intérieur de la basilique Saint Pierre de Rome et Rome depuis le couvent Saint Onofrio sont exposés à la Royal Scottish Academy. Son dernier volume d'illustrations est publié en 1859 sous le titre Italie, historique, classique et pittoresque.
Les dernières années furent occupées à la peinture de six vues de Londres depuis la Tamise. Il meurt d'apoplexie en peignant  la Cathédrale de Saint-Paul le 25 novembre 1864. Il est enterré au cimetière West Norwood à Londres.
- Tétouan : la grande place (1837), Crayon et aquarelle, 28 × 39 cm, Wallace Collection, Londres[7]
- Portique du temple de Bacchus, Baalbec (1842-1844), aquarelle et gouache, 56 × 129 cm, Walker Art Gallery, Liverpool[8]
- La Giudecca, Venise (1854), huile sur toile, 56 × 129 cm, Yale Center for British Art[9]
- Édimbourg depuis la colline de Calton (1858), huile sur toile, 98 × 152 cm, Galerie d'art de Nouvelle-Galles du Sud, SydneyEdimbourg, Sydney

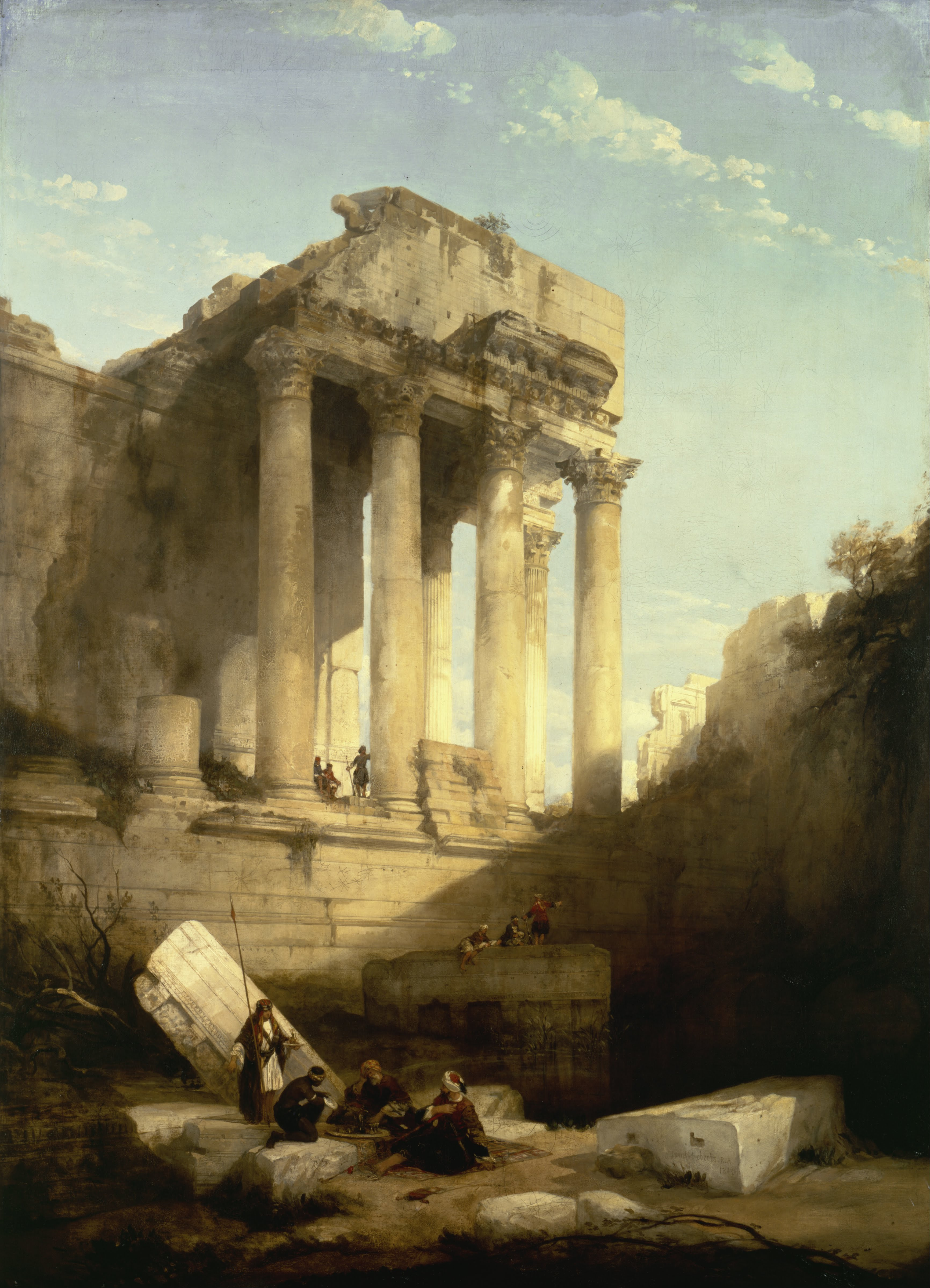
Temple de Bacchus (1842-1844) Walker Art Gallery, Liverpool
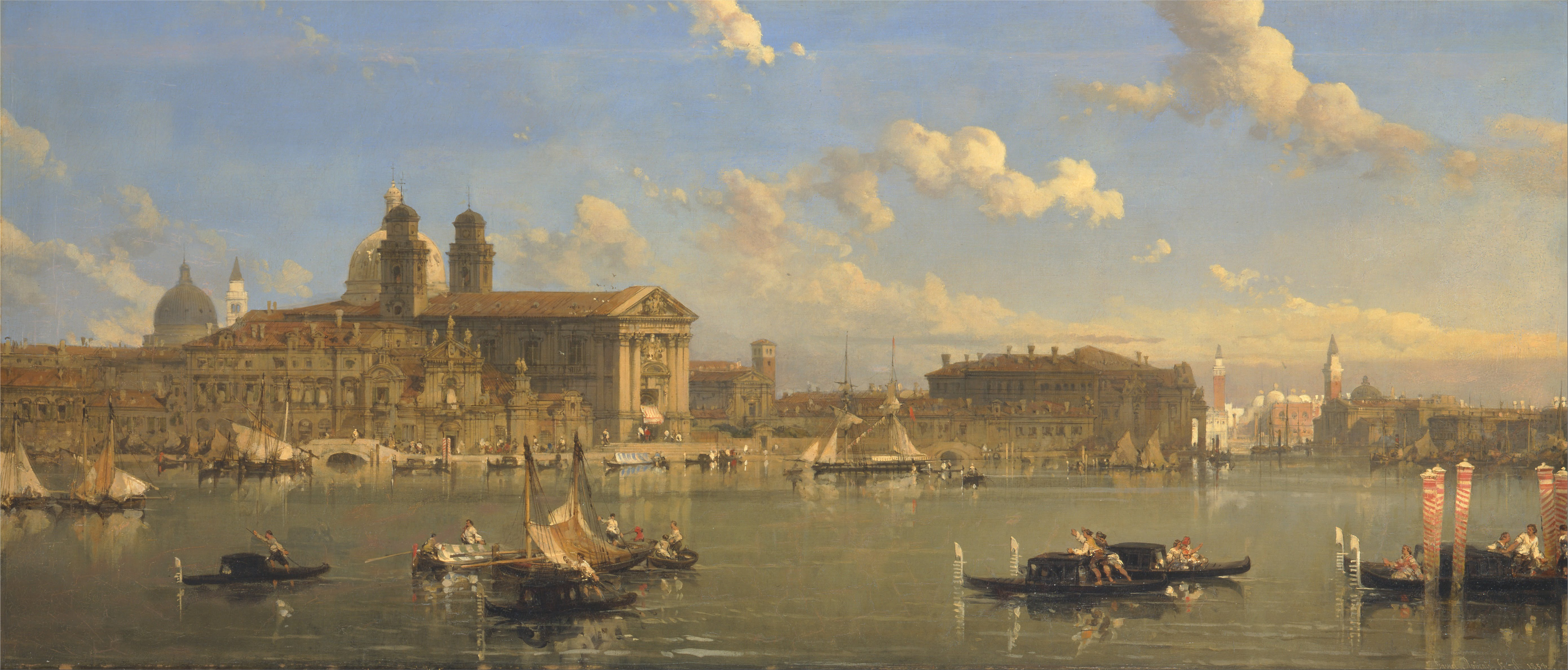
La Giudecca, Venise (1854) Yale Center for British Art
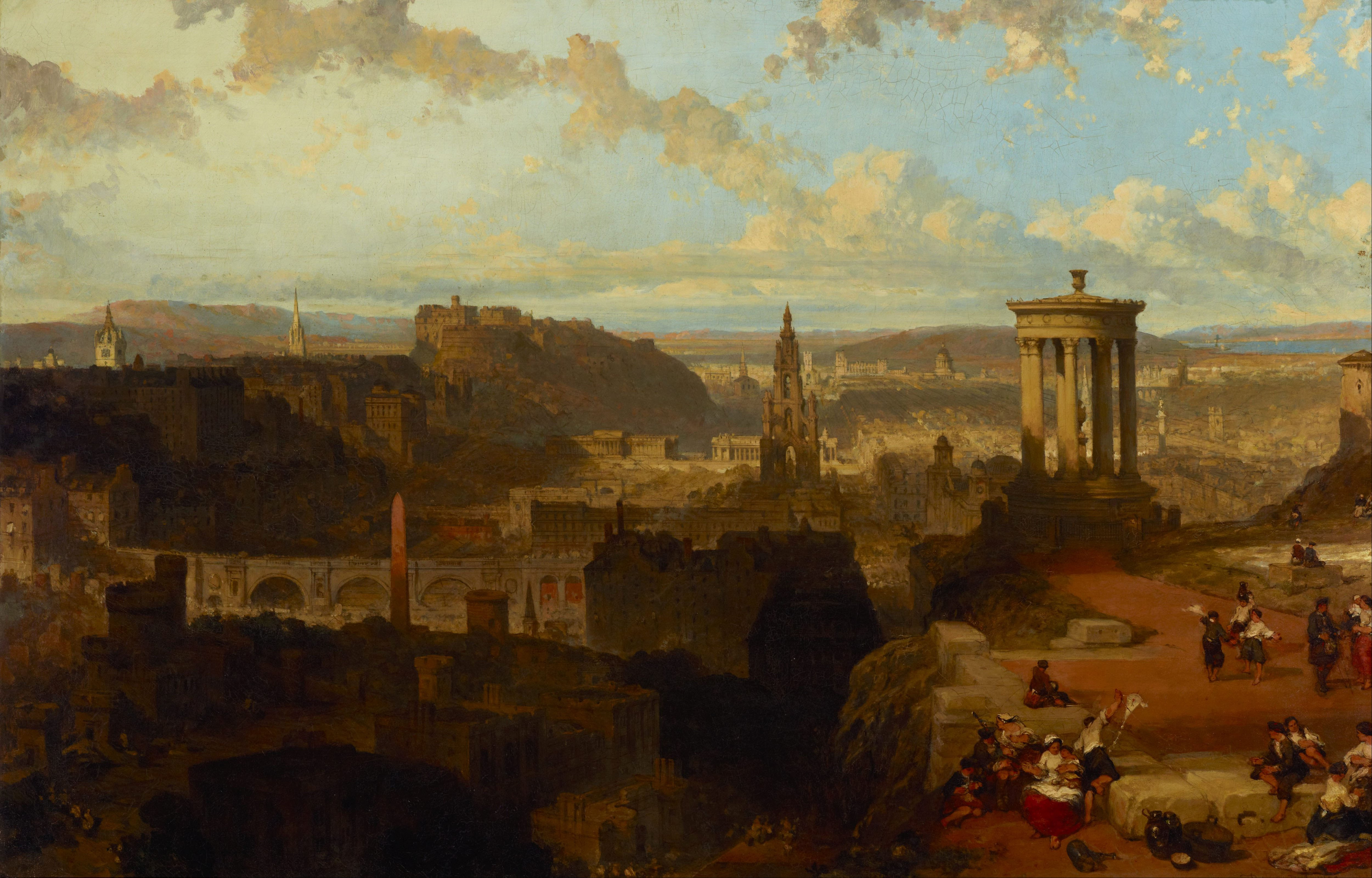
Édimbourg depuis la colline de Calton (1858) Galerie d'art de Nouvelle-Galles du Sud
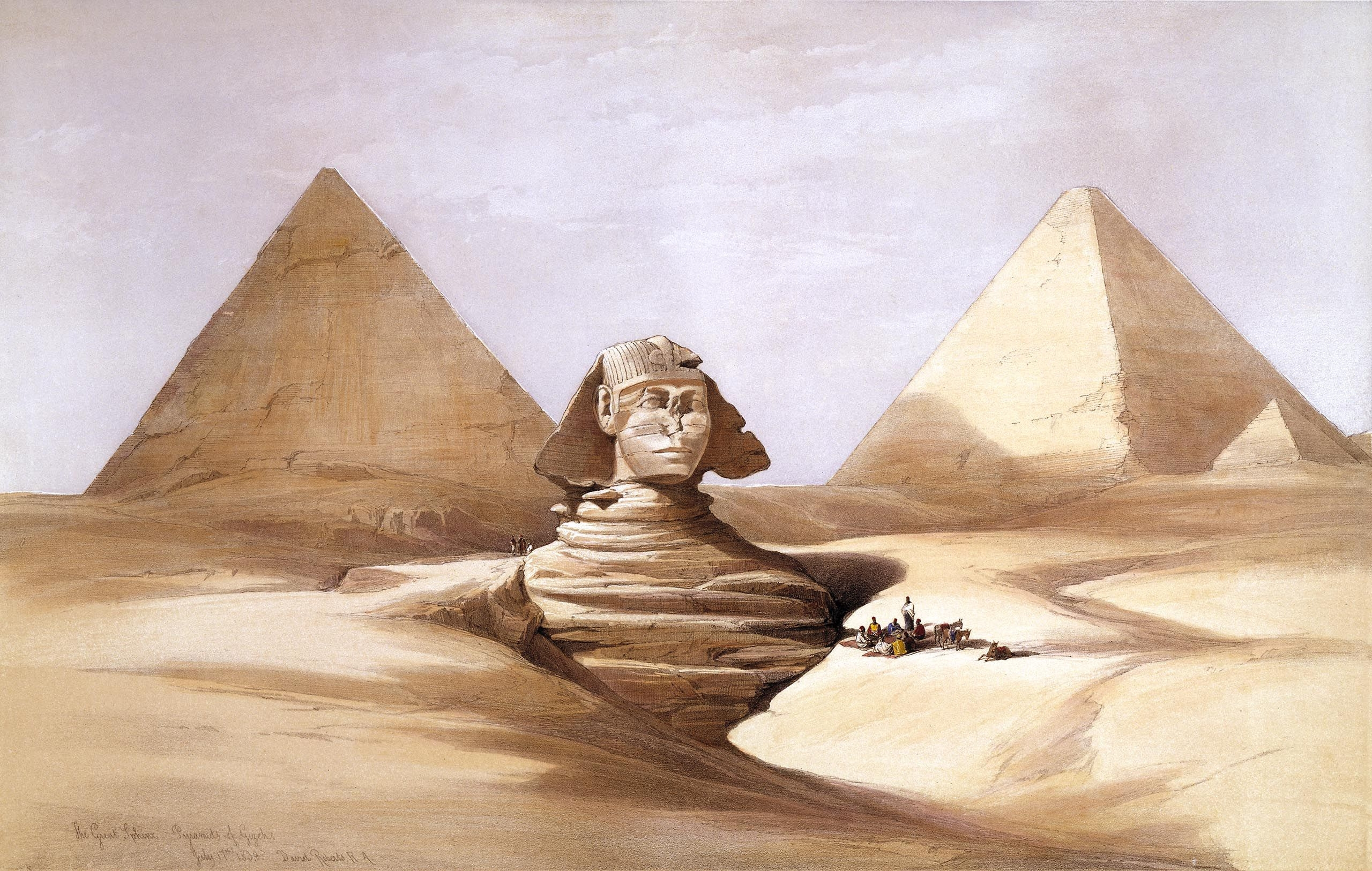
Sphinx de Gizeh, partiellement enterré dans le sable, avec deux pyramides en arrière plan, 7 juillet 1839 par David Roberts.
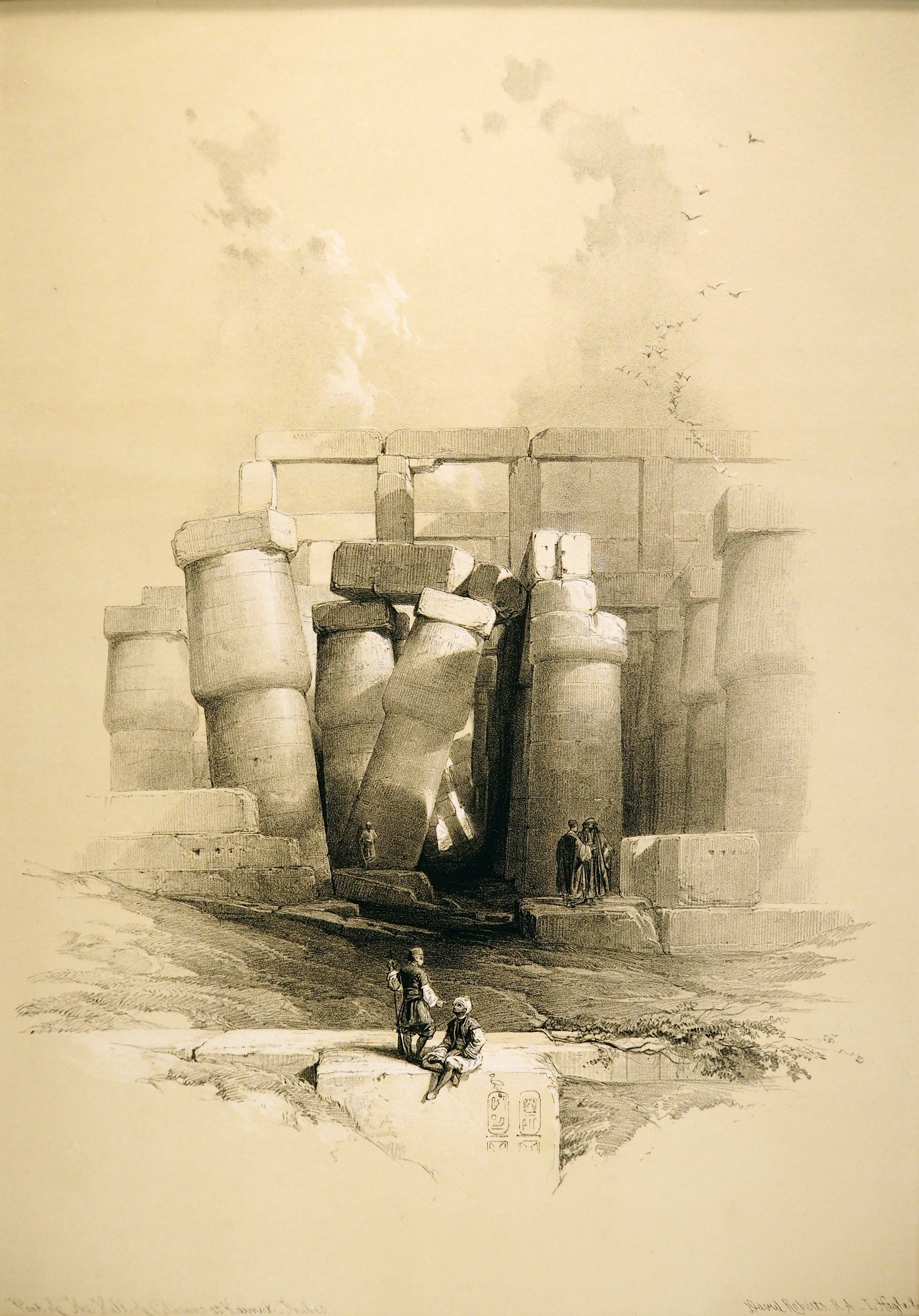
Une partie de la salle des colonnes à Kanak, vue de l'extérieur, Mougins, © (MACM) Musée d'art classique de Mougins
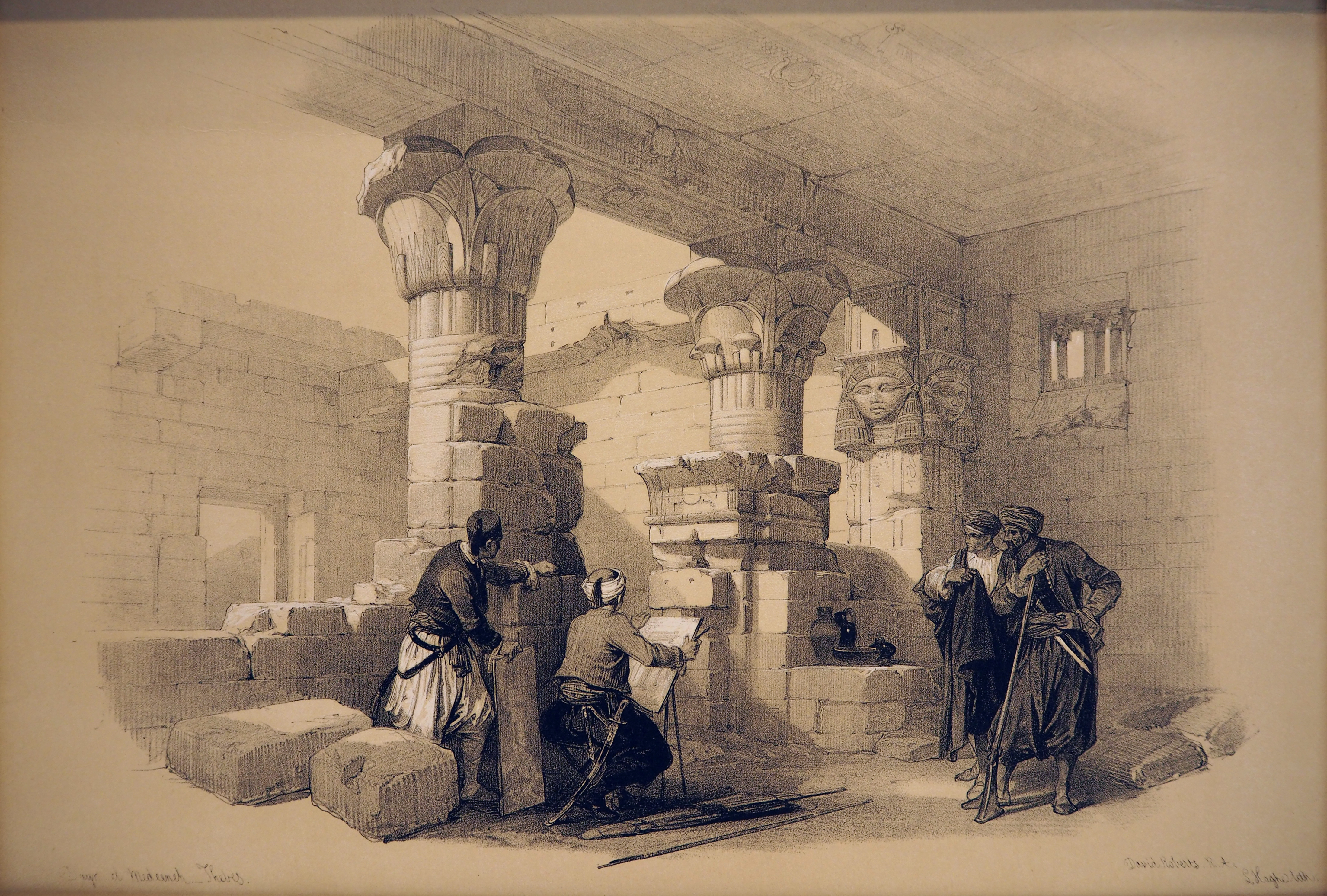
Vue du dessous du portique de Dayr-el-Medeeneh, Thèbes, Mougins, © (MACM) Musée d'art classique de Mougins